# Ellopostoma
Ellopostoma — рід в'юнів, єдиний у родині еллопостомових (Ellopostomatidae).
Включає 2 прісноводні види:
- Ellopostoma megalomycter   (Vaillant, 1902) з річки Капуас на заході острова Калімантан;
- Ellopostoma mystax  Tan & Lim, 2002 з річки Тапі в півострівному Таїланді.

Представники роду є морфологічно унікальними серед в'юновидних (Cobitoidei). Вони мають квадратну скошену морду, дуже маленький нижній рот, який сильно виступає, одну пару вусиків на верхній щелепі, 35-38 глоткових зубів, дуже великі очі, шип під очима відсутній. Спинний плавець довгий, 32-34 хребці.